# Nicolás Tavares de Olivera
Nicolás Tavares de Olivera, también como Tabares de Oliveira, (¿? - Cuenca, 27 de agosto de 1647) fue un compositor y maestro de capilla español.

## Vida
Es poco lo que se sabe de Nicolás Tavares y lo poco que se sabe de él resulta confuso, ya que se confunde con la biografía de su padre, Manuel Tavares. Por ejemplo, Diogo Barbosa Machado lo hace nacido en Portalegre, lugar de nacimiento de su padre, y fallecido a los 25 años. Ambos datos no puedan ser correctos, ya que el padre abandonó Portalegre antes de 1609, fecha en la que ya se encontraba como maestro de capilla de la Catedral de Baeza. Nicolás murió en 1647, lo que daría una edad mínima de fallecimiento de 38 años. En cualquier caso, se conoce el nombre de su madre, Ana Manuel, y que cuando Manuel llegó en 1631 a Las Palmas de Gran Canaria para ocupar el magisterio, ya iba con mujer e hijo.
Otro ejemplo de confusión entre el padre y el hijo se ve en Jiménez Cavallé, que sitúa a Nicolás Tavares como maestro de capilla de la Catedral de Canarias en 1637. Lo cierto es que el maestro de capilla era el padre, Manuel, desde 1631, aunque el hijo colaboró en las responsabilidades del cargo, sirviéndole de formación adicional al aprendizaje de música. Este estado levantó disputas con los cantores, que veían a Nicolás ejercer funciones que no le correspondían. La discordia llegó al punto de que en 1633, en ausencia de su padre, dos cantores se enfrentaron violentamente a Nicolás y le insultaron, por lo que fueron duramente reprendidos por el cabildo.
Tras la partida de Francisco de Humanes al magisterio de la Catedral de Córdoba, el cargo de la Catedral de Cádiz había quedado vacante el 5 de septiembre de 1637. El magisterio gaditano fue para Nicolás Tavares de Olivera, que tomó posesión el 11 de marzo de 1638. No está claro si lo hizo procedente de Las Palmas o de Cuenca, ciudad a la que se traslada su padre en 1638, con toda la familia. No permanecería en Cádiz más que unos escasos nueve meses, dejando el cargo el 4 de diciembre de 1638.
Manuel Tavares había fallecido en el magisterio en Cuenca el 14 de octubre de 1638, tras una grave enfermedad, dejando a su mujer e hijos desamparados. El cabildo decidió ofrecer el magisterio a Nicolás, como gesto de buena voluntad, a lo que Nicolás contestó con una misiva que se leyó el 5 de febrero de 1639 ante el cabildo: mientras estaba dispuesto a servir en Cuenca, su situación económica era tan precaria, que no tenía dinero para poder trasladarse a Cuenca. El cabildo le concedió dos ayudas económicas el 5 de febrero y el 12 de marzo, un total de 1100 reales.
Ana Manuel fallecería poco después de su marido y  tuvo que encargarse de la actividad musical de la catedral, sus hermanos y su propia mujer e hijos, viviendo al parecer en inestabilidad económica. Durante su magisterio conquense hubo las habituales llamadas de atención del cabildo por el descuido en la educación de los infantes, un hecho habitual en las catedrales españolas.
En 1644 quiso irse de Cuenca, pero el cabildo decidió subirle el salario y darle una ayuda para evitarlo. Tavares permaneció en el cargo hasta su fallecimiento, el 27 de agosto de 1647. Su mujer, María Estrada recibió un pago de 110 reales y 12 fanegas de trigo por la venta de las obras del maestro: cinco Misas, once Salmos, cinco Completas, tres Magnificats, tres Misereres, y otras menores.

## Obra
Se han perdido numerosas obras del compositor que se encontraban en el archivo musical de la Catedral de Cuenca. Miguel Martínez (1911–1985) afirma que las hojas que faltan de un antiguo Libro de Polifonía fueron usadas para forrar los tubos de 24 pies de las contras del órgano mayor.
En la actualidad se conservan obras suyas en los archivos de las catedrales de Cuenca y Salamanca:
- Beatus Julianus, motete a San Julián, a 12 voces y acompañamiento;
- Caligaverunt, motete a Nuestra Señora de los Dolores, a 6 voces y acompañamiento;
- Cum invocarem, salmo de Vísperas, a 8 voces y acompañamiento;
- Super factum est praelium, a 8 voces;
- Laudate Dominum omnes gentes, salmo, a 8 voces y acompañamiento;
- Magnificat, a 8 voces y acompañamiento;
- Confitemini Domino, motete a la Resurrección, a 8 voces;
- O beatum Apostolum, himno al Apóstol Santiago, a 8 voces.

También se encuentra una composición de un joven Nicolás para la copla de ministriles en la Catedral de las Palmas, entre las composiciones de su padre.
En 1965, durante la Semana de Música Religiosa de Cuenca, se interpretó el Caligaverunt de Tavares, dirigido por A. Iglesias.